# 게브제
게브제(튀르키예어: Gebze)는 튀르키예의 구이자 코자엘리주의 지방자치체 중 하나이다. 면적은 418 km2이며, 인구는 407,019명(2022년)이다. 이스탄불에서 남동쪽으로 65 km(30 mi) 떨어진 이즈미트만, 즉 마르마라해의 동쪽 끝에 위치한다. 게브제는 2022년 기준 코자엘리주의 주도인 이즈미트를 능가하는 주내에서 인구가 가장 많은 구이다. 이 구의 인구는 10개의 공업 단지를 보유하고 있으며, 1,384개의 회사가 입주해 있고 130,000명 이상이 고용되어 있어 튀르키예에서 가장 큰 규모의 노동 계층 중 하나로 구성되어 있다.

## 지리
게브제 구는 코자엘리주의 서부에 위치하며, 동쪽으로는 쾨르페즈, 북서쪽, 서쪽, 북쪽으로는 이스탄불의 펜디크, 투즐라, 실레와 접하고, 남서쪽으로는 차이로바와 다르자, 남동쪽으로는 딜로바스와 접한다.

## 구성
게브제 구에는 40개의 이웃 지역이 있다.
- 아뎀 야부즈
- 아하틀리
- 아랍체슈메
- 발치크
- 바르슈
- 베일리크바으
- 주마쾨이
- 줌후리예트
- 데니즐리
- 두라클르
- 엘비즐리
- 에스키히사르
- 가지레르
- 귀젤레르
- 하즈 하릴
- 하티플레르
- 휘리예트
- 이뇌뉘
- 이스타숀
- 카들르
- 카르갈르
- 키라즈프나르
- 쾨슐뤼체슈메
- 메블라나
- 미마르 시난
- 몰라페나리
- 무알림쾨이
- 무달르
- 무스타파파샤
- 오스만 이을마즈
- 오바즈크
- 펠리틀리
- 술탄 오르한
- 타틀르쿠유
- 타브샨르
- 테페마나이르
- 울루스
- 야으즐라르
- 야부즈셀림
- 예니켄트

## 교통
오스만 가지 교량의 북쪽 종점은 이 지역에 위치한다. 총 길이 4킬로미터(주경간 1,688미터)의 이 교량은 카바부룬에서 딜부르누까지 마르마라해를 가로지른다. 게브제 메트로는 2018년에 건설을 시작하여 2026년에 개통될 예정이다. 마르마라이 대륙간 통근 열차 노선은 게브제를 이스탄불의 유럽 지역과 연결한다.

## 자매 도시
게브제는 다음 도시와 자매 결연을 맺고 있다:
- 가로웨, 소말리아
- 카칸지, 보스니아 헤르체고비나
- 카라콜, 키르기스스탄
- 키셀랴크, 보스니아 헤르체고비나
- 키트레아, 키프로스
- 오에이라스, 포르투갈
- 필라이아, 그리스
- 사무일, 불가리아
- 스투데니차니, 북마케도니아
- 튤랴친스키구, 러시아

## 갤러리

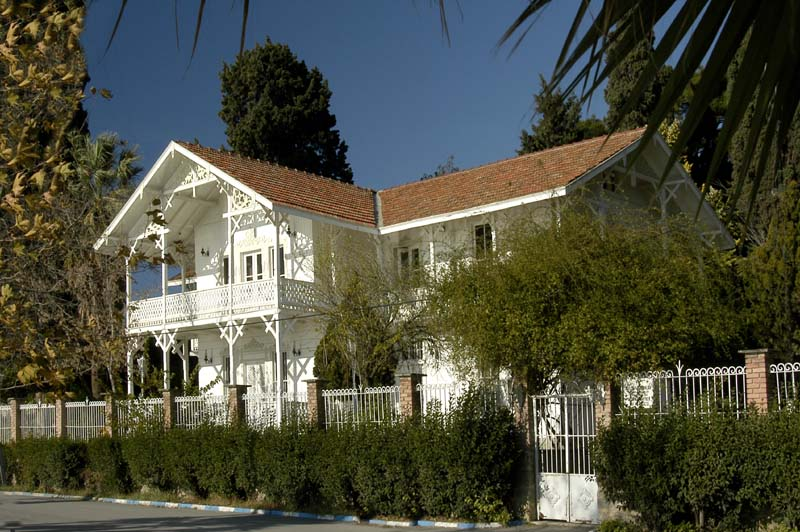
오스만 함디 베이 박물관
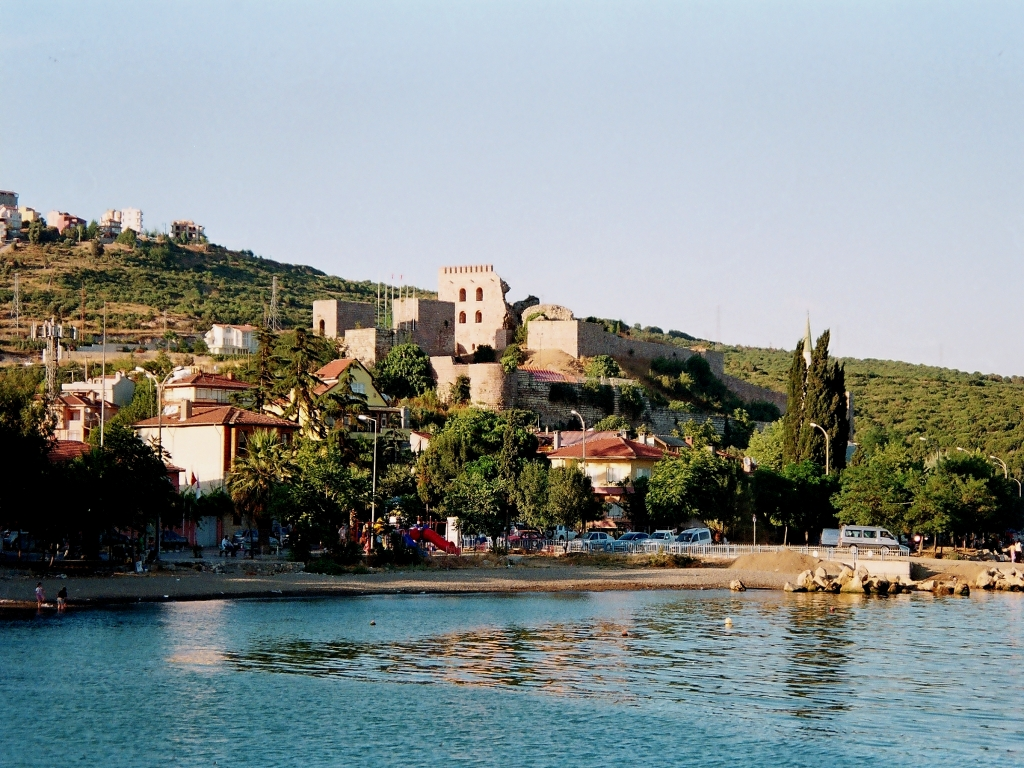
에스키히사르 성
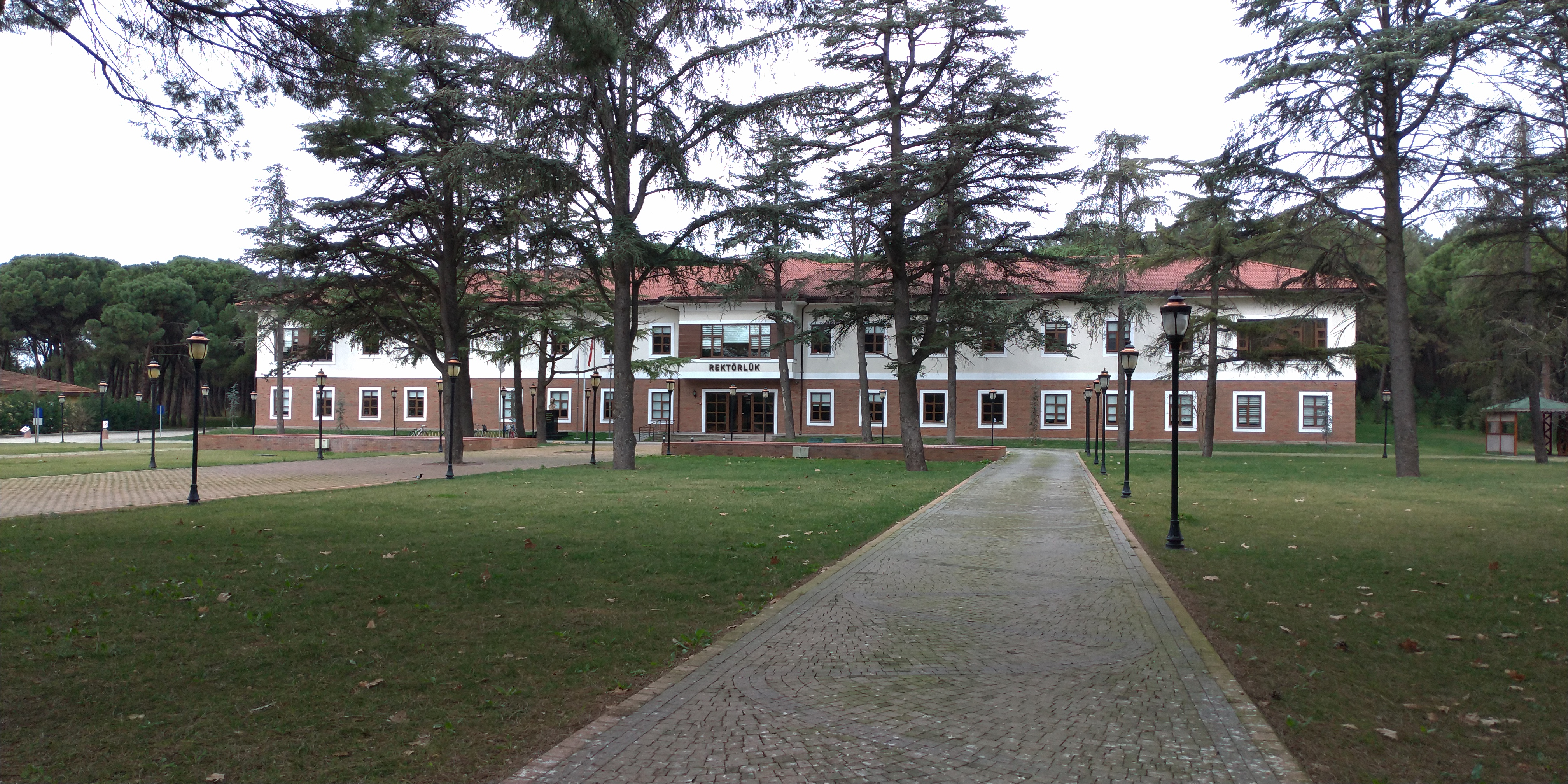
게브제 공과대학교 총장 건물
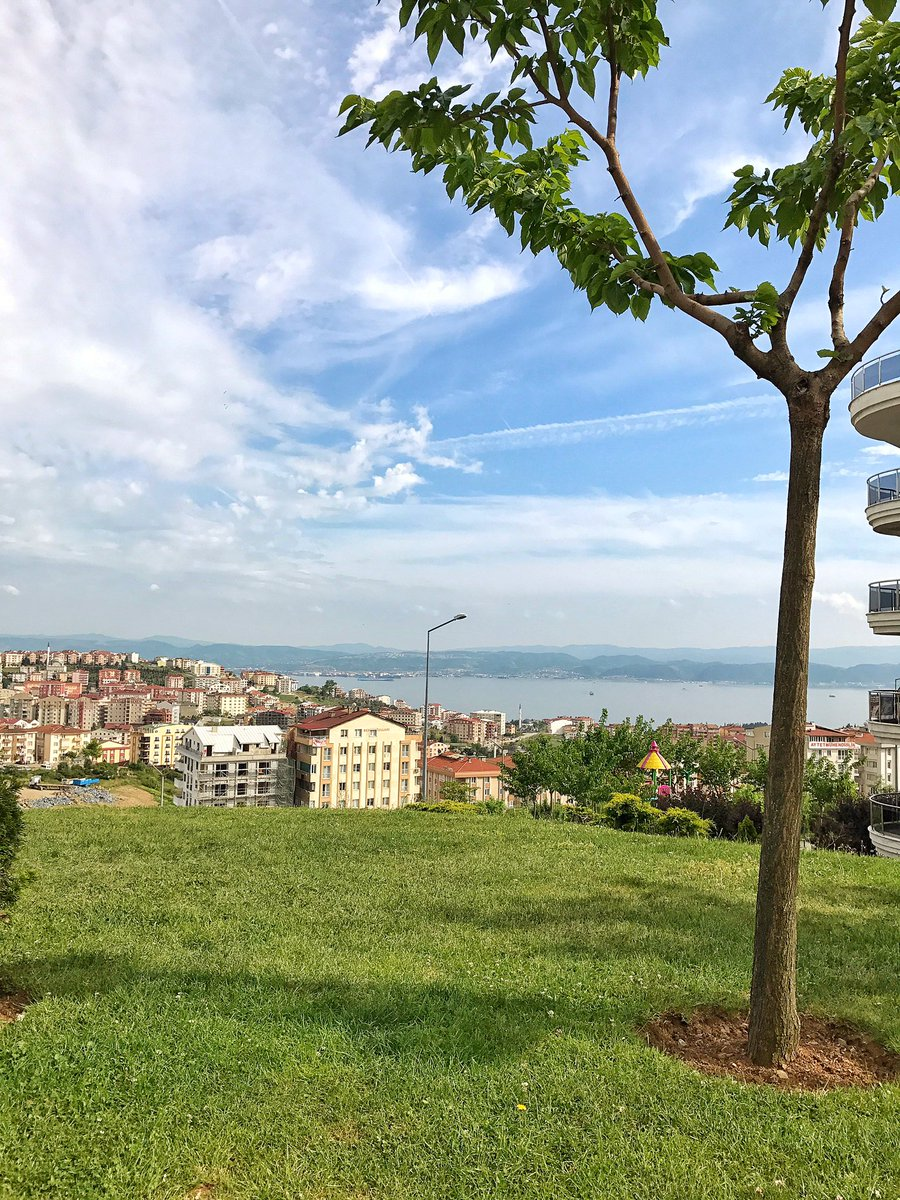
게브제 전경
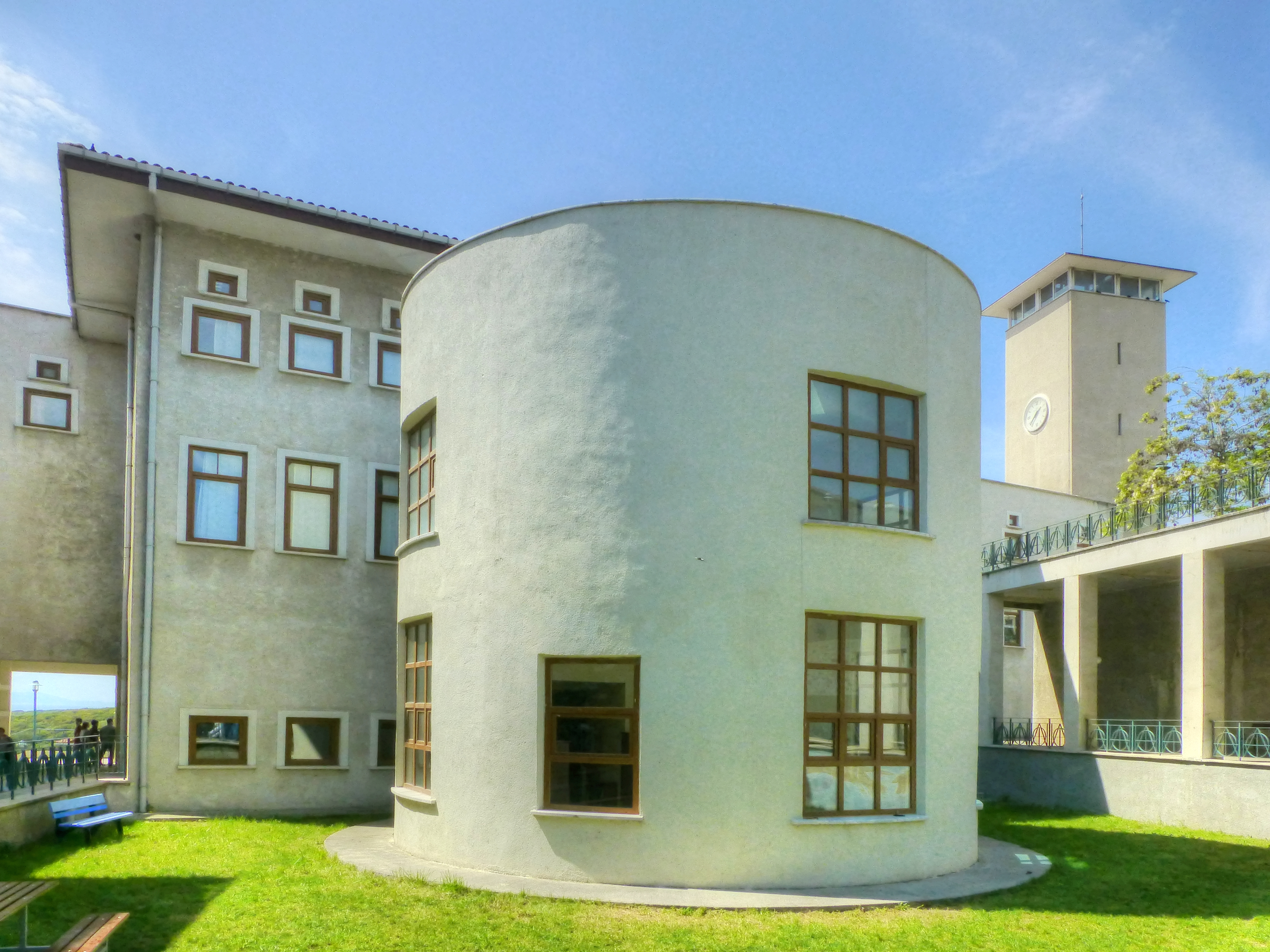
테비톨
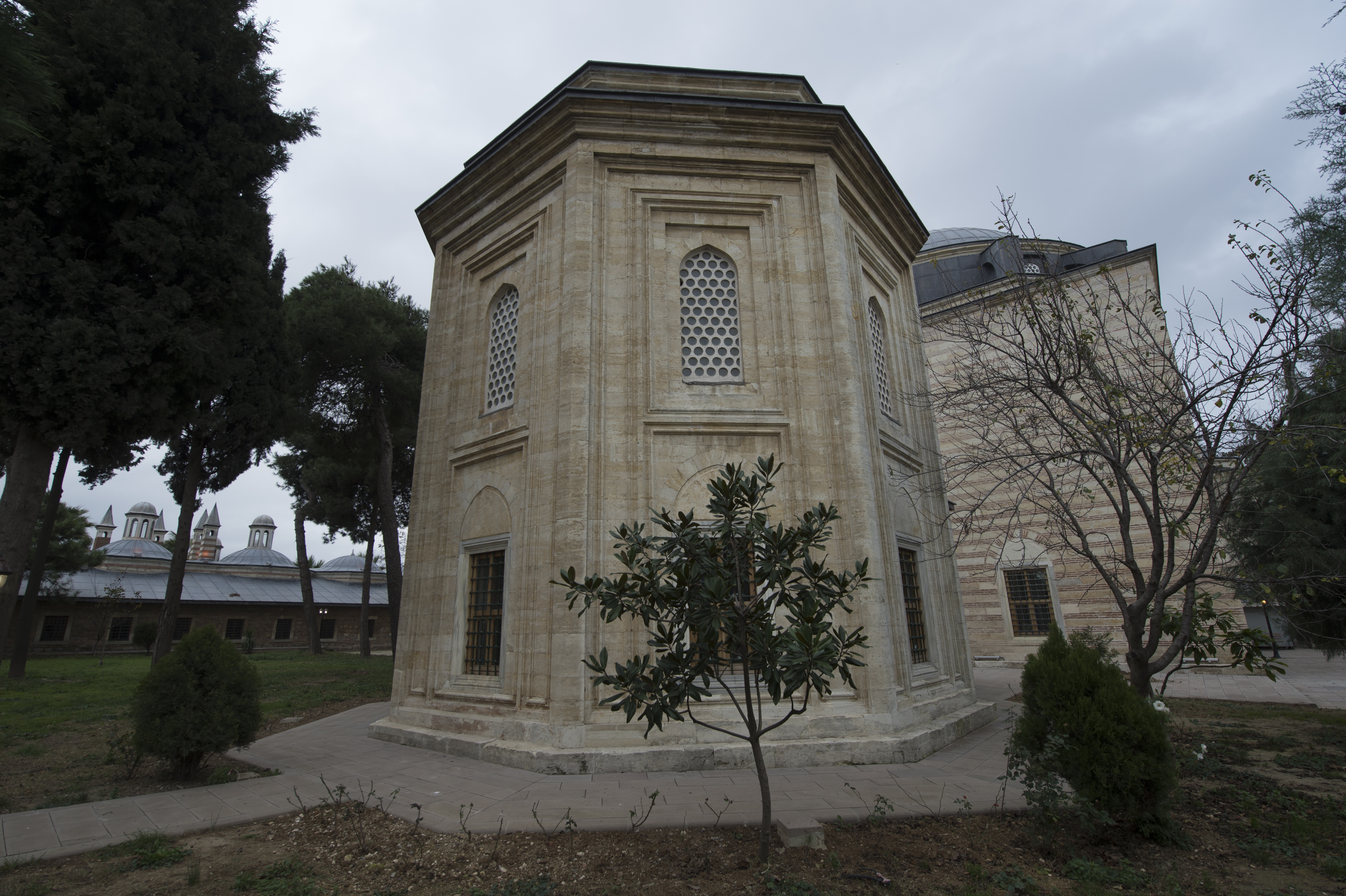
초반 무스타파 파샤 퀼리예시 영묘
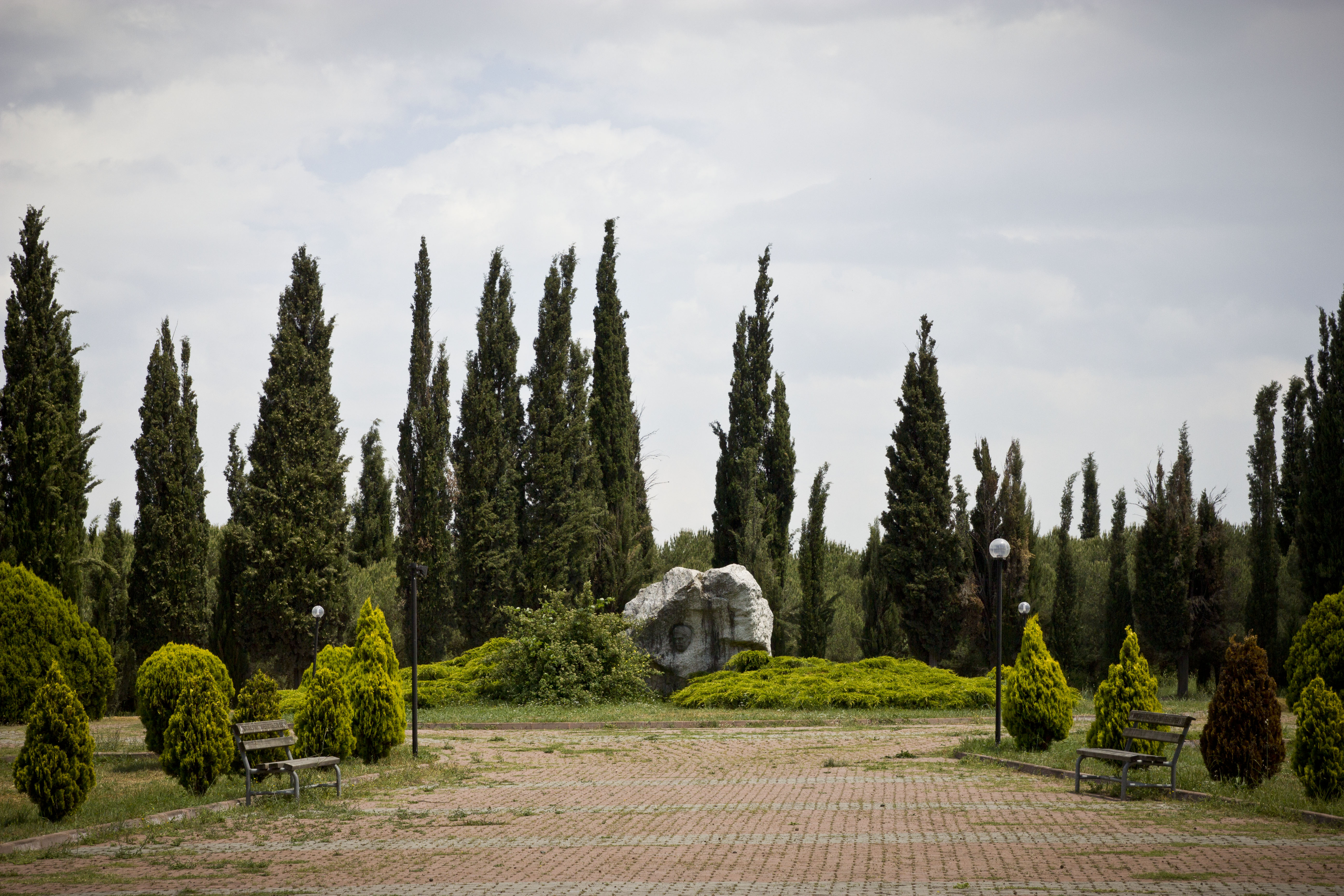
한니발 흉상
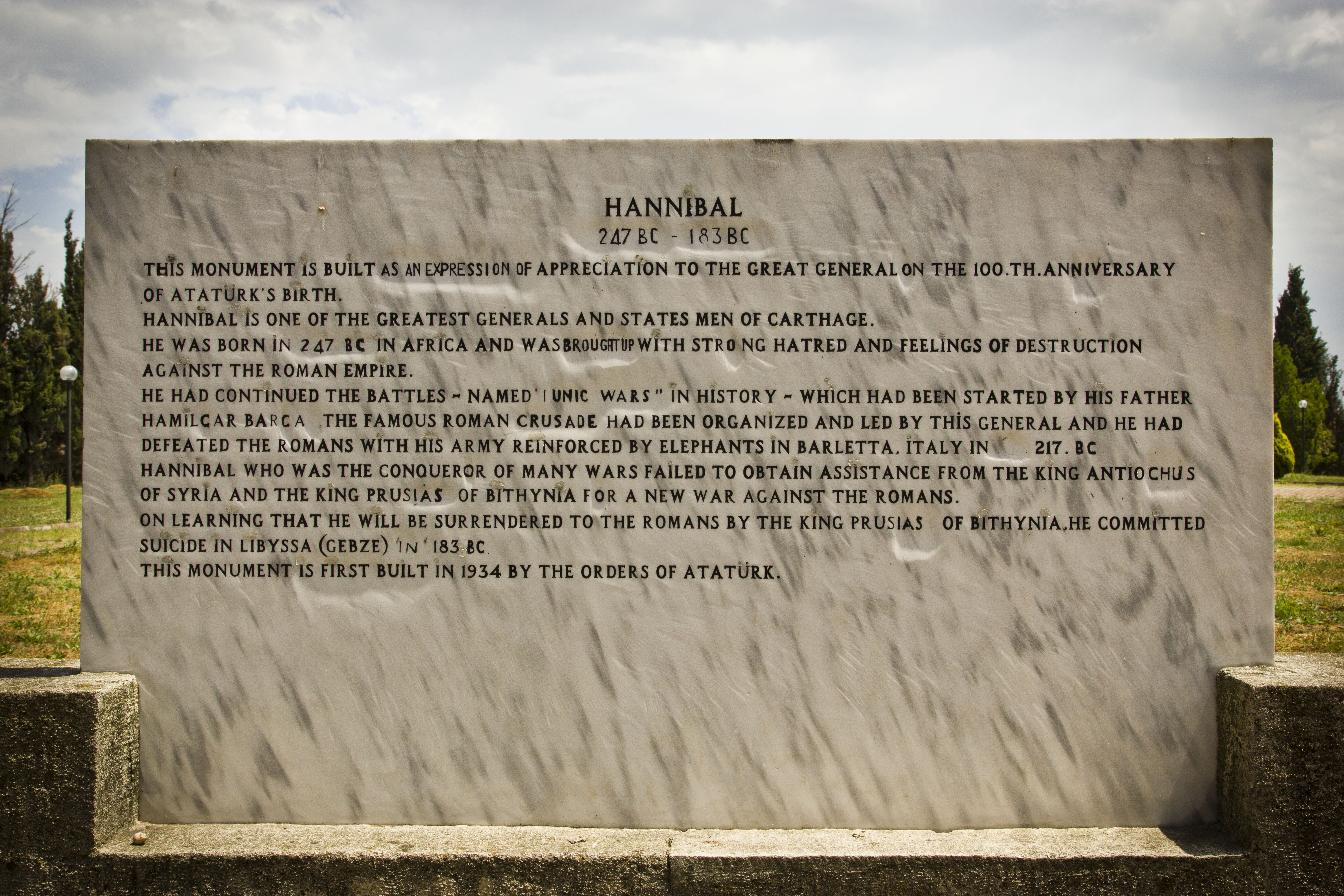
한니발 흉상
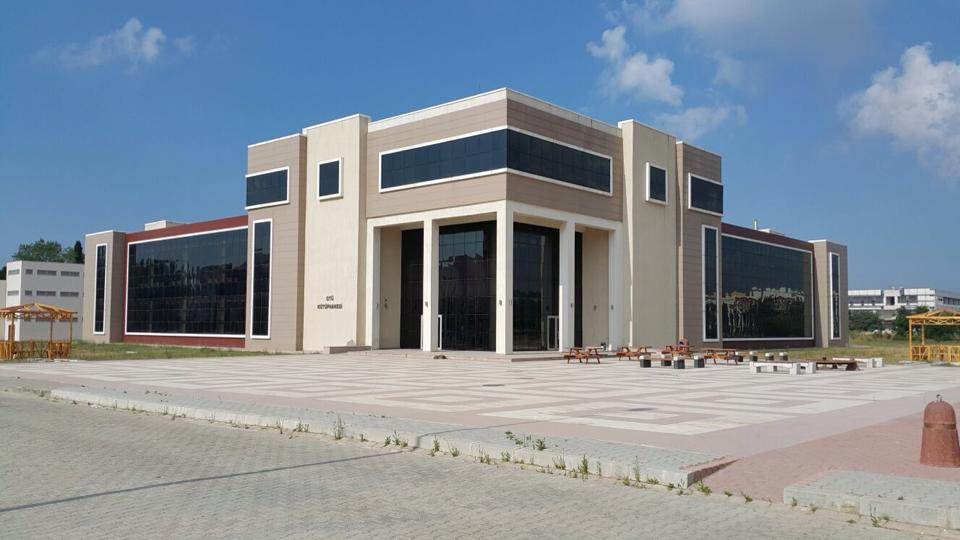
게브제 공과대학교
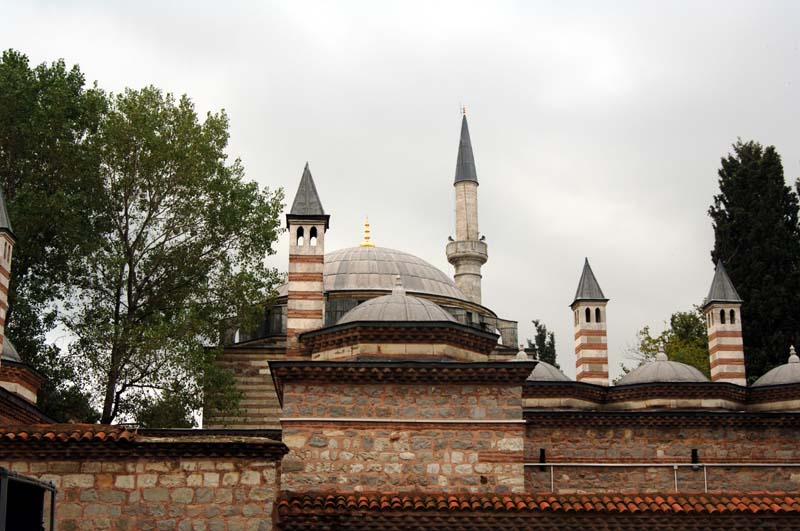
초반 무스타파 파샤 모스크